# Theodor Willem Johannes Juynboll
Theodor Willem Johannes Juynboll (Rotterdam, 6 aprile 1802 – Leida, 16 settembre 1861) è stato un teologo e filologo olandese.

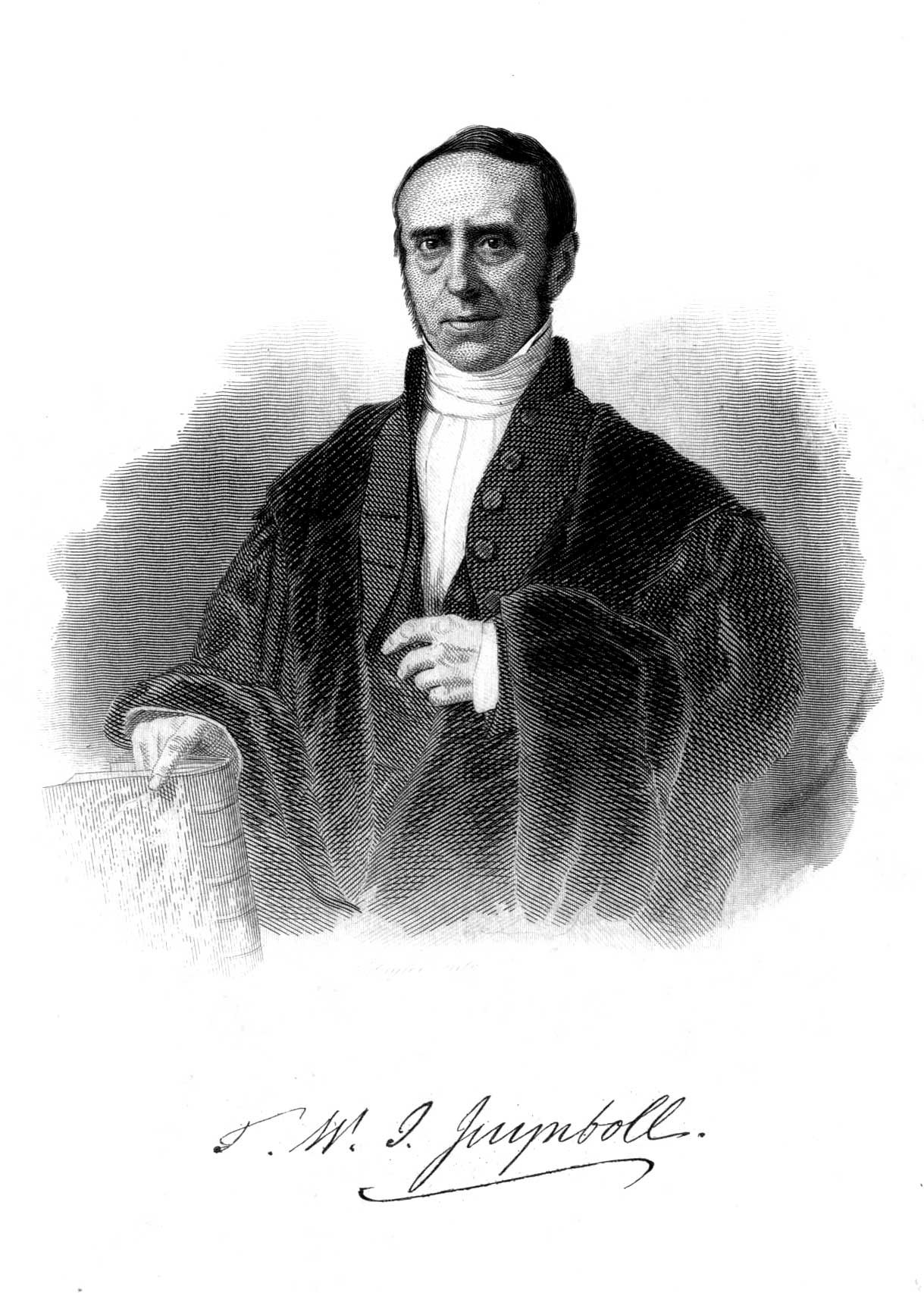
Theodoor Willem Johannes Juynboll

Tra gli ambiti di ricerca di Theodoor Willem Johannes Juynboll (o Theodorus Willem Johannes Juijnboll, oppure Theodorus Guiliemus Johannes Juynboll) figurava anche l'Islamistica e la storia dei Samaritani.
S'immatricolò nell'Università di Leida, il 20 agosto 1821 per studiare Teologia e Lingue semitiche con Hendrik Arent Hamaker e Johannes Henricus van der Palm. Pubblicò a Lovanio nel 1824 la Commentatio de causis, quare regnum Judae diutius perstiterit quam regnum Israël. Si laureò in Teologia il 22 giugno 1828 con una dissertazione dal titolo Disputatio de Amoso ejusque scriptis ac veteribus eorum interpretibus, pars prima.
Nel mese di agosto del 1828 fu ammesso al ministero pastorale e fu nominato il 28 dello stesso mese pastore di Voorhout. Qui operò dal 16 novembre 1828 al 12 giugno 1831. Il 24 gennaio 1831 venne nominato professore di lingue orientali presso l'Ateneo di Franeker. Qui tenne il 22 giugno 1831 una prolusione dal titolo De Hodierna studii linguarum Orientalium conditione. Qui insegnò Ebraico e  Lingue semitiche, effettuando ricerche sull'Antico Testamento e sugli scrittori arabi. Fu Rettore nel periodo 1834-1836
La sua Lectio magistralis finale fu intitolata De H. A. Hamakero, studii litterarum Orientalium in patria nostra vindice praeclaro.

## Opere scelte
- (LT) Commentarii in Historiam Gentis Samaritanae, Nabu Press, 2011 (ristampa) ISBN 1175651443
- (NL)  Letterkundige Bijdragen 2, Leyde, E. J. Brill, 1838.
- (AR, LT) Chronicon Samaritanum, arabice conscriptur cui titulus est Liber Josuae, Lugdunum Batavorum, Luchtmans, 1848.